# Monument à la Révolution (Mexico)
Pour les articles homonymes, voir Monument à la Révolution.
Le monument à la Révolution (en espagnol : Monumento a la Revolución) est un monument de Mexico commémorant la révolution mexicaine. Il est situé sur la place de la République, qui divise l'avenue de la Révolution entre la Promenade de la Réforme et l'avenue des Insurgés. L'édifice est initialement prévu pour être le Palais législatif fédéral du Mexique durant le régime du président Porfirio Díaz. Considéré comme la plus haute arche triomphale du monde, il s'élève à 67 mètres de haut.

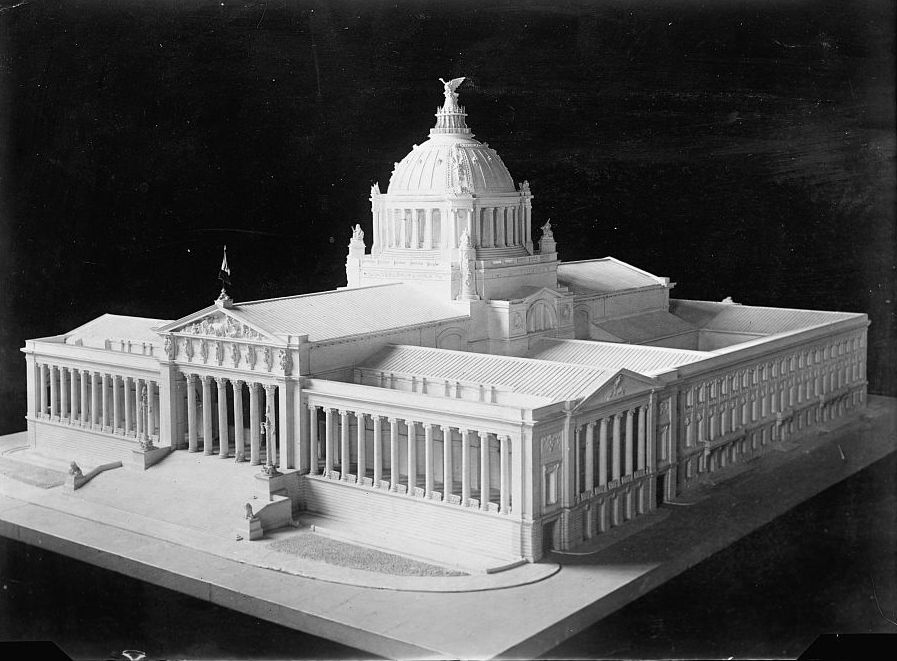
Maquette du Palacio Legislativo.

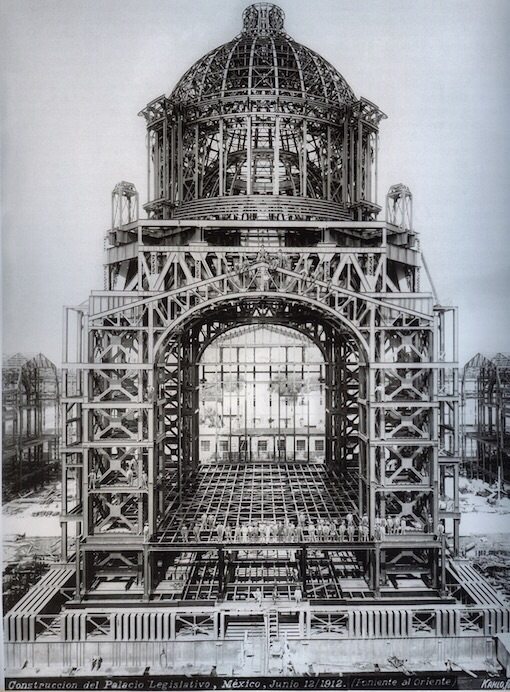
Construcción del Palacio Legislativo, Guillermo Kahlo, 12 juin 1912.

Le projet fut planifié en 1897, et le gouvernement lui alloua cinq millions de pesos. Une compétition architecturale fut organisée, mais bien que l'architecte français Émile Bénard n'a pas participé, le gouvernement du Mexique l'a désigné l'architecte du Palais législatif fédéral. Le choix d'un architecte français, qui proposait un édifice néoclassique, correspondait à la volonté présidentielle de montrer la place du Mexique comme nation avancée. Porfirio Díaz posa la première pierre en 1910, lors du centenaire de l'indépendance. Plutôt que de la pierre locale, le projet devait utiliser une structure d'acier recouverte de marbre de Carrare et de granit de Norvège. 
Malgré le renversement de Díaz en mai 1911 par la révolution mexicaine, le nouveau président Francisco Madero continua la construction jusqu'en 1912, jusqu'à l'épuisement des fonds. La structure resta en l'état jusqu'en 1938, et reprit sous la présidence de Lázaro Cárdenas, avant que le projet soit annulé et la construction abandonnée. 
L'architecte mexicain Carlos Obregón Santacilia (es) reprend la construction de la structure abandonnée et la transforme en un monument à la Révolution. Le monument sert également de mausolée pour les héros de la révolution mexicaine Pancho Villa, Francisco Madero, Plutarco Elías Calles, Venustiano Carranza et Lázaro Cárdenas. Le général révolutionnaire Emiliano Zapata n'est quant à lui pas enterré dans le monument, mais à Cuautla, dans l'État de Morelos.
Le 4 décembre 2011, la chanteuse américaine Britney Spears s'y produit en concert devant 100 000 personnes.

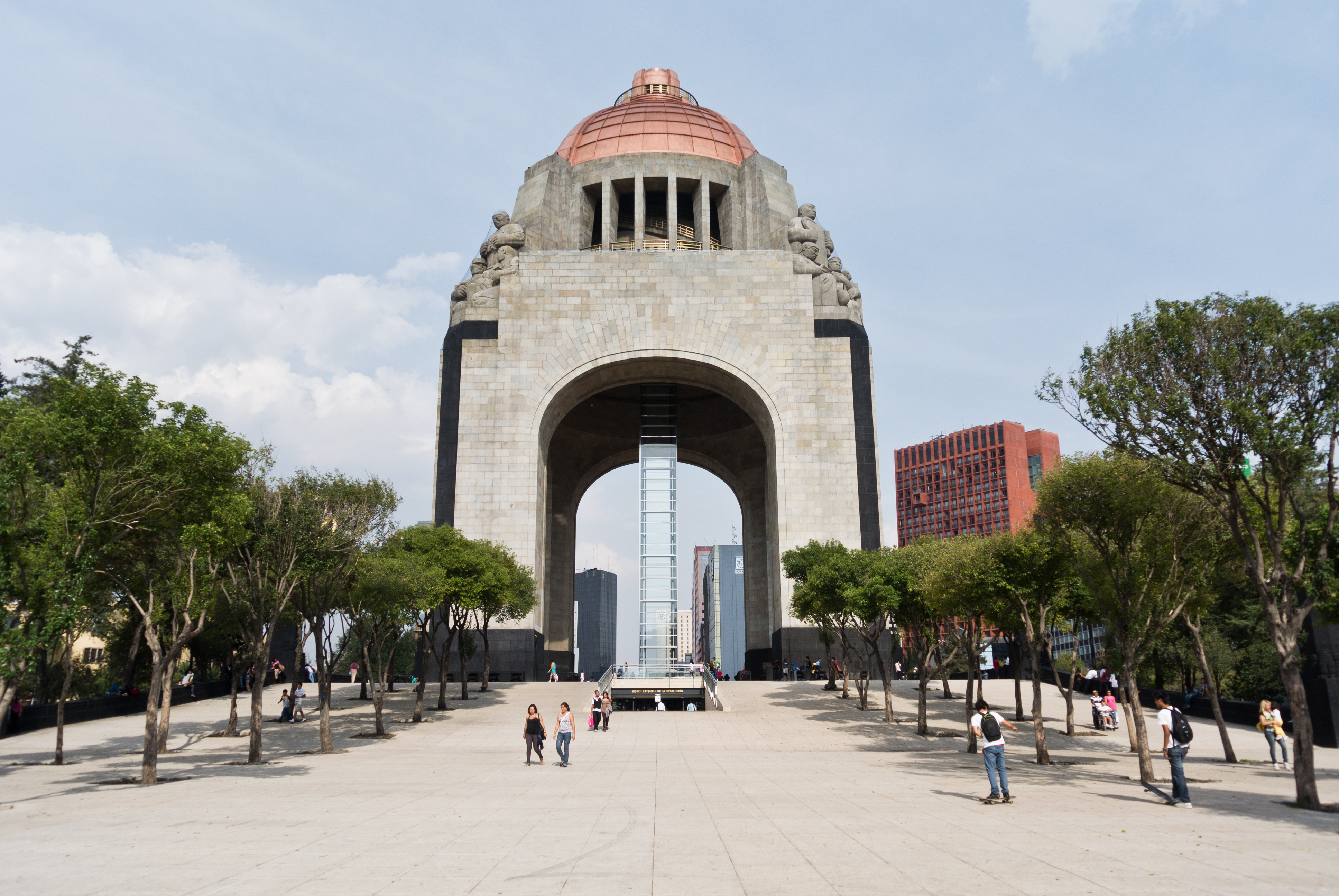
Le monument en 2012.